# Nioundou
Der Nioundou ist ein Berg der Republik Kongo.

## Geographie
Der Berg befindet sich im kongolesischen Departement Niari. Er liegt nördlich der P 2 in der Nähe von Kiniati und Londela-Mpoukou.